# Zglechów
Zglechów – wieś sołecka w Polsce, położona w województwie mazowieckim, w powiecie mińskim, w gminie Siennica.
Wierni kościoła rzymskokatolickiego należą do parafii św. Stanisława Biskupa Męczennika w Siennicy.

## Historia
Dokładna data powstania wsi nie jest znana. Pierwsze pisemne wzmianki o tej miejscowości pochodzą z XVI w. a dokładniej z 1528 (lub 1527), kiedy powstała „leśna” parafia Janowo – dzisiejsza nazwa Siennica.
Kolejna wzmianka pochodzi z "Kuryer Litewski...", gdzie to napisane jest, iż 4 marca 1824 roku odbył się sejmik szlachecki powiatu siennickiego i był na nim min. Stanisław Truszczyński - dziedzic dóbr "Zlechowa". Domniemywać można, iż chodzi tu oczywiście o Zglechów, gdyż obok wsi leży miejscowość Truszczyn (od nazwiska dziedzica) oraz wieś znajduje się nieopodal Siennicy.
Inna pisemna wzmianka o Zglechowie pochodzi od Anny Siennickiej (od nazwiska tej rodziny pochodzi dzisiejsza nazwa miasteczka Siennica). Kobieta w 1576 płaciła tu podatek od 14 łanów. Następne zapiski wspominają, że w 1827 wieś Zglechów liczyła 13 domów i 142 mieszkańców. Z akt urodzeń możemy dowidzieć się, iż Zglechów na początku XIX wieku (1809-1826) zamieszkiwali m.in.: Filip Duszczyk - włościanin we wsi Zglechów (1809), Szymon Boszyma, Franciszek Józkowski, Walenty i Feliks Duszczyk, Jakub Kwiatkowski, Paweł Ozimek, Wojciech Cis – gospodarze ze Zglechowa; Jerzy Wieczorkowski – kowal ze Zglechowa, Andrzej Iwanowski, Franciszek Przybysz, Marcin Cieślak – wyrobnicy.
W 1944 w Siennicy zorganizowana obrona niemiecka odparła atak sowietów, toteż ci, zachodząc od południa, uderzyli na Zglechów. Mieszkańcy wsi zostali ewakuowani i mogli tylko oglądać co się dzieje w ich wiosce. Wśród ewakuowanych mieszkańców był również Kazimierz Barcikowski. Kazimierza Barcikowskiego dobrze wspominają np. strażacy (OSP), którzy dzięki jego staraniom otrzymali dużo sprzętu, np. samochód gaśniczy "STAR". W maju 1958 wieś zniszczyła trąba powietrzna, przez mieszkańców nazywana huraganem. Wielu ludzi pozostało bez dachu nad głową. Kilka lat później, w 1963 wieś została ponownie zniszczona, tym razem przez potężny pożar.
W latach 1975–1998 miejscowość administracyjnie należała do województwa siedleckiego.

## Religia
Większość mieszkańców jest wyznania rzymskokatolickiego i należy do parafii św. Stanisława Biskupa Męczennika w Siennicy.
W miejscowości znajduje się również kaplica mariawicka, należąca do parafii św. Jana Chrzciciela w Cegłowie.

## Zabytki
We wsi znajduje się dwór obecnie należący do rodziny Czyż. Wzniesiony zapewne pod koniec XVIII w. W wieku XIX był własnością rodu Bogusławskich, a w XX wielokrotnie był przebudowywany. Na zachód od dworu znajdują się RUINY LAMUSA, wzniesionego zapewne XVIII w. Jest on murowany, na planie prostokąta, pierwotnie z podcieniem kolumnowym w ścianie szczytowej od wschodu i dwoma pomieszczeniami w każdej kondygnacji, nakrytymi sklepieniami kolebkowymi z lunetami, których resztki zachowane są w głębokich piwnicach.

## Osoby związane z miejscowością
10 listopada 1905 urodził się tu Franciszek Jastrzębski – pilot, kapitan Królewskich Sił Powietrznych, a 22 marca 1927
Kazimierz Barcikowski – wiceprezes Rady Ministrów, minister rolnictwa, zastępca przewodniczącego Rady Państwa.
Stanisław Krupa ur. 06 listopada 1922 r. - zm. grudnia 2017 r. - uczestnik Powstania Warszawskiego, w batalionie Zośka. Autor książki X Pawilon: Wspomnienia AK-owca ze śledztwa na Rakowieckiej.